# Блу Грас (Ајова)
Блу Грас (енгл. Blue Grass) град је у америчкој савезној држави Ајова. По попису становништва из 2010. у њему је живело 1.452 становника.

## Демографија
Према попису становништва из 2010. у граду је живело 1.452 становника, што је 283 (24,2%) становника више него 2000. године.
| Група             | 2000.         | 2010.         |
| Белци             | 1.129 (96,6%) | 1.387 (95,5%) |
| Афроамериканци    | 3 (0,3%)      | 18 (1,2%)     |
| Азијати           | 3 (0,3%)      | 3 (0,2%)      |
| Хиспаноамериканци | 21 (1,8%)     | 26 (1,8%)     |
| Укупно            | 1.169         | 1.452         |